# 埃爾卡門縣 (厄瓜多爾)
1°19′S 80°1′W / 1.317°S 80.017°W
埃爾卡門縣（西班牙語：Cantón El Carmen），是厄瓜多爾的縣份，位於該國西部，由馬納比省負責管轄，始建於1967年7月3日，面積1,245平方公里，海拔高度225米，2010年人口89,021，人口密度每平方公里71.5人。